# De'Andre Hunter
De'Andre James Hunter (Filadélfia, 2 de dezembro de 1997) é um jogador norte-americano de basquete profissional que atualmente joga no Cleveland Cavaliers da National Basketball Association (NBA).
Ele jogou basquete universitário na Universidade da Virginia, onde venceu o Torneio da NCAA em 2019. Ele foi selecionado pelo Los Angeles Lakers como a 4ª escolha geral no draft da NBA de 2019.

## Carreira no ensino médio
Hunter frequentou a Friends' Central School em Wynnewood, Pensilvânia. Em seu terceiro ano, ele teve médias de 21,6 pontos, 11,0 rebotes e 5,0 assistências, sendo nomeado Jogador do Ano da Pensilvânia.
Em seu último ano, Hunter teve médias de 23,5 pontos, 9,8 rebotes, 3,0 assistências e 2,5 bloqueios. Ele foi classificado como um recruta de quatro estrelas e classificado como o 72º recruta geral e o 14º melhor Ala da turma do ensino médio de 2016.
Em 12 de setembro de 2015, Hunter se comprometeu com a Universidade da Virgínia, rejeitando as ofertas da NC State e Notre Dame.

## Carreira universitária
Durante sua temporada de calouro, Hunter marcou dois dígitos em 16 jogos. Durante um jogo contra Louisville, ele marcou uma cesta de 3 pontos para vencer o jogo no estouro do cronometro. Hunter quebrou o pulso durante o Torneio da ACC de 2018 e não pôde jogar no Torneio da NCAA de 2018. Sem Hunter, Virgínia perdeu no primeira rodada para UMBC. Após esta temporada, Hunter foi nomeado para a equipe de Novatos da ACC, além de ser nomeado o sexto homem do ano na ACC. Em sua temporada de calouro, Hunter registrou médias de 9,2 pontos e 3,5 rebotes. Hunter anunciou mais tarde que voltaria à Virgínia para a temporada de 2018–19, apesar das especulações de que ele poderia ir para o draft da NBA em 2018.
Em sua segunda temporada, Hunter teve médias de 15,2 pontos e 5,1 rebotes. Ele ajudou a levar Virgínia ao Torneio da NCAA de 2019. Eles venceriam o título batendo Texas Tech por 85-77 na final. Hunter registrou 27 pontos e 9 rebotes, incluindo a cesta que empatou o jogo com 12,9 segundos restantes no relógio.
Após sua segunda temporada, Hunter anunciou sua intenção de renunciar às duas últimas temporadas de elegibilidade universitária e se declarar o Draft da NBA de 2019.

## Carreira profissional

### Atlanta Hawks (2019–2025)
Em 20 de junho de 2019, Hunter foi selecionado pelo Los Angeles Lakers como a 4ª escolha geral no draft da NBA de 2019. Ele foi negociado com o New Orleans Pelicans na troca envolvendo Anthony Davis e depois novamente negociado para o Atlanta Hawks, junto com Solomon Hill, em troca das escolhas 8, 17 e 35 do draft da NBA de 2019. Em 7 de julho de 2019, o Atlanta Hawks anunciou que havia assinado um contrato de 4 anos e US$32.1 milhões com Hunter.
Em 24 de outubro de 2019, Hunter fez sua estreia na NBA em uma vitória de 117-100 sobre o Detroit Pistons e registrou 14 pontos e dois rebotes.
Hunter começou a temporada de 2020-21 como titular dos Hawks. Em 24 de janeiro de 2021, Hunter marcou 33 pontos contra o Milwaukee Bucks. Em seu 18ª jogo na temporada, Hunter sofreu uma lesão no joelho em um jogo contra o Washington Wizards. No intervalo para o All-Star Game, Hunter tinha médias de 17,2 pontos e 5,4 rebotes, levando a NBA a incluí-lo no elenco do Rising Stars do All-Star Game. Em 9 de junho de 2021, os Hawks anunciaram que Hunter passaria por uma cirurgia para reparar um menisco direito rompido e ficaria fora pelo restante da temporada.
Em 26 de abril de 2022, Hunter marcou um recorde pessoal de 35 pontos e pegou 11 rebotes. Apesar de seu esforço, os Hawks perderam o jogo por 97–94 contra o Miami Heat, sendo eliminados dos playoffs em cinco jogos.
Em 17 de outubro de 2022, Hunter concordou com uma extensão de contrato de quatro anos e US$95 milhões com os Hawks.
Em 13 de janeiro de 2023, Hunter marcou 26 pontos, acertando um recorde pessoal de seis arremessos de três pontos, na vitória por 113–111 sobre o Indiana Pacers.
Em 27 de janeiro de 2025, Hunter marcou o recorde de sua carreira com 35 pontos em uma derrota por 100-92 para o Minnesota Timberwolves.

### Cleveland Cavaliers (2025–Presente)
Em 6 de fevereiro de 2025, Hunter foi negociado com o Cleveland Cavaliers em troca de Caris LeVert, Georges Niang e três escolhas de segunda rodada.

## Estatísticas da carreira

### NBA

#### Temporada regular
| Ano      | Equipe   | PJ  | PT  | MPJ  | AP   | 3P   | LL   | RT  | AS  | BR | TO | PPJ  |
| -------- | -------- | --- | --- | ---- | ---- | ---- | ---- | --- | --- | -- | -- | ---- |
| 2019–20  | Atlanta  | 63  | 62  | 32.0 | .410 | .355 | .764 | 4.5 | 1.8 | .7 | .3 | 12.3 |
| 2020–21  | Atlanta  | 23  | 19  | 29.5 | .484 | .326 | .859 | 4.8 | 1.9 | .8 | .5 | 15.8 |
| 2021–22  | Atlanta  | 53  | 52  | 29.8 | .442 | .379 | .765 | 3.3 | 1.3 | .7 | .4 | 13.4 |
| 2022–23  | Atlanta  | 67  | 67  | 31.7 | .461 | .350 | .826 | 4.2 | 1.4 | .5 | .3 | 15.4 |
| 2023–24  | Atlanta  | 57  | 37  | 29.5 | .459 | .385 | .847 | 3.9 | 1.5 | .7 | .3 | 15.6 |
| 2024–25  | Atlanta  | 37  | 4   | 28.7 | .461 | .393 | .858 | 3.9 | 1.5 | .8 | .1 | 19.0 |
| Carreira | Carreira | 300 | 241 | 30.2 | .452 | .364 | .819 | 4.1 | 1.5 | .7 | .3 | 15.2 |

#### Play-In
| Ano      | Equipe   | PJ | PT | MPJ  | AP   | 3P   | LL    | RT  | AS  | BR | TO | PPJ  |
| -------- | -------- | -- | -- | ---- | ---- | ---- | ----- | --- | --- | -- | -- | ---- |
| 2022     | Atlanta  | 2  | 2  | 29.3 | .467 | .250 | 1.000 | 6.0 | 1.0 | .0 | .0 | 16.0 |
| 2023     | Atlanta  | 1  | 1  | 22.8 | .222 | .000 | .667  | 6.0 | 2.0 | .0 | .0 | 6.0  |
| 2024     | Atlanta  | 1  | 1  | 42.2 | .188 | .000 | .667  | 2.0 | 4.0 | .0 | .0 | 8.0  |
| Carreira | Carreira | 4  | 4  | 31.4 | .292 | .083 | .778  | 4.6 | 2.3 | .0 | .0 | 10.0 |

#### Playoffs
| Ano      | Equipe   | PJ | PT | MPJ  | AP   | 3P   | LL   | RT  | AS  | BR | TO | PPJ  |
| -------- | -------- | -- | -- | ---- | ---- | ---- | ---- | --- | --- | -- | -- | ---- |
| 2021     | Atlanta  | 5  | 5  | 30.4 | .400 | .375 | .750 | 4.0 | .6  | .2 | .6 | 10.8 |
| 2022     | Atlanta  | 5  | 5  | 34.9 | .557 | .462 | .800 | 3.8 | .6  | .8 | .2 | 21.2 |
| 2023     | Atlanta  | 6  | 6  | 37.4 | .459 | .368 | .800 | 5.7 | 1.2 | .7 | .3 | 16.7 |
| Carreira | Carreira | 16 | 16 | 34.2 | .472 | .401 | .783 | 4.5 | .7  | .5 | .3 | 16.2 |

### Universitário
| Ano      | Equipe   | PJ                        | PT                        | MPJ                       | AP                        | 3P                        | LL                        | RT                        | AS                        | BR                        | TO                        | PPJ                       |
| -------- | -------- | ------------------------- | ------------------------- | ------------------------- | ------------------------- | ------------------------- | ------------------------- | ------------------------- | ------------------------- | ------------------------- | ------------------------- | ------------------------- |
| 2016–17  | Virginia | Não jogou nessa temporada | Não jogou nessa temporada | Não jogou nessa temporada | Não jogou nessa temporada | Não jogou nessa temporada | Não jogou nessa temporada | Não jogou nessa temporada | Não jogou nessa temporada | Não jogou nessa temporada | Não jogou nessa temporada | Não jogou nessa temporada |
| 2017–18  | Virginia | 33                        | 0                         | 19.9                      | .488                      | .382                      | .755                      | 3.5                       | 1.1                       | .6                        | .4                        | 9.2                       |
| 2018–19  | Virginia | 38                        | 38                        | 32.5                      | .520                      | .438                      | .783                      | 5.1                       | 2.0                       | .6                        | .6                        | 15.2                      |
| Carreira | Carreira | 71                        | 38                        | 26.2                      | .504                      | .410                      | .769                      | 4.3                       | 1.5                       | 0.6                       | 0.5                       | 12.2                      |